# Corinne Ragazzacci
Corinne Ragazzacci (-Perier), née le 27 janvier 1969, est une gymnaste artistique française.
Elle est sacrée championne de France du concours général de gymnastique artistique à quatre reprises, de 1981 à 1984,.
Elle participe aux épreuves de gymnastique aux Jeux olympiques d'été de 1984 à Los Angeles, terminant 32e du concours général individuel.